# Делафілд (містечко, Вісконсин)
Делафілд (англ. Delafield) — місто (англ. town) в США, в окрузі Вокеша штату Вісконсин. Населення — 8095 осіб (2020).

## Демографія
Згідно з переписом 2010 року, у місті мешкало 8400 осіб у 2822 домогосподарствах у складі 2421 родини. Було 2998 помешкань
Расовий склад населення:
| - 94,1 % — білих - 2,9 % — чорних або афроамериканців - 1,6 % — азіатів - 0,3 % — корінних американців |

До двох чи більше рас належало 1,0 %. Частка іспаномовних становила 2,4 % від усіх жителів.
За віковим діапазоном населення розподілялося таким чином: 29,3 % — особи молодші 18 років, 59,7 % — особи у віці 18—64 років, 11,0 % — особи у віці 65 років та старші. Медіана віку мешканця становила 44,1 року. На 100 осіб жіночої статі у місті припадало 105,8 чоловіків; на 100 жінок у віці від 18 років та старших — 100,8 чоловіків також старших 18 років.
Середній дохід на одне домашнє господарство становив 159 774 долари США (медіана — 123 935), а середній дохід на одну сім'ю — 175 332 долари (медіана — 141 183). Медіана доходів становила 93 008 доларів для чоловіків та 62 798 доларів для жінок. За межею бідності перебувало 3,3 % осіб, у тому числі 4,1 % дітей у віці до 18 років та 3,6 % осіб у віці 65 років та старших.
Цивільне працевлаштоване населення становило 4467 осіб. Основні галузі зайнятості: освіта, охорона здоров'я та соціальна допомога — 26,9 %, виробництво — 20,0 %, науковці, спеціалісти, менеджери — 14,0 %, фінанси, страхування та нерухомість — 8,5 %.